# Zola sparsata
Zola sparsata är en fjärilsart som beskrevs av Zetterstedt 1840. Zola sparsata ingår i släktet Zola och familjen mätare. Inga underarter finns listade i Catalogue of Life.